# Filles de Tselof'had

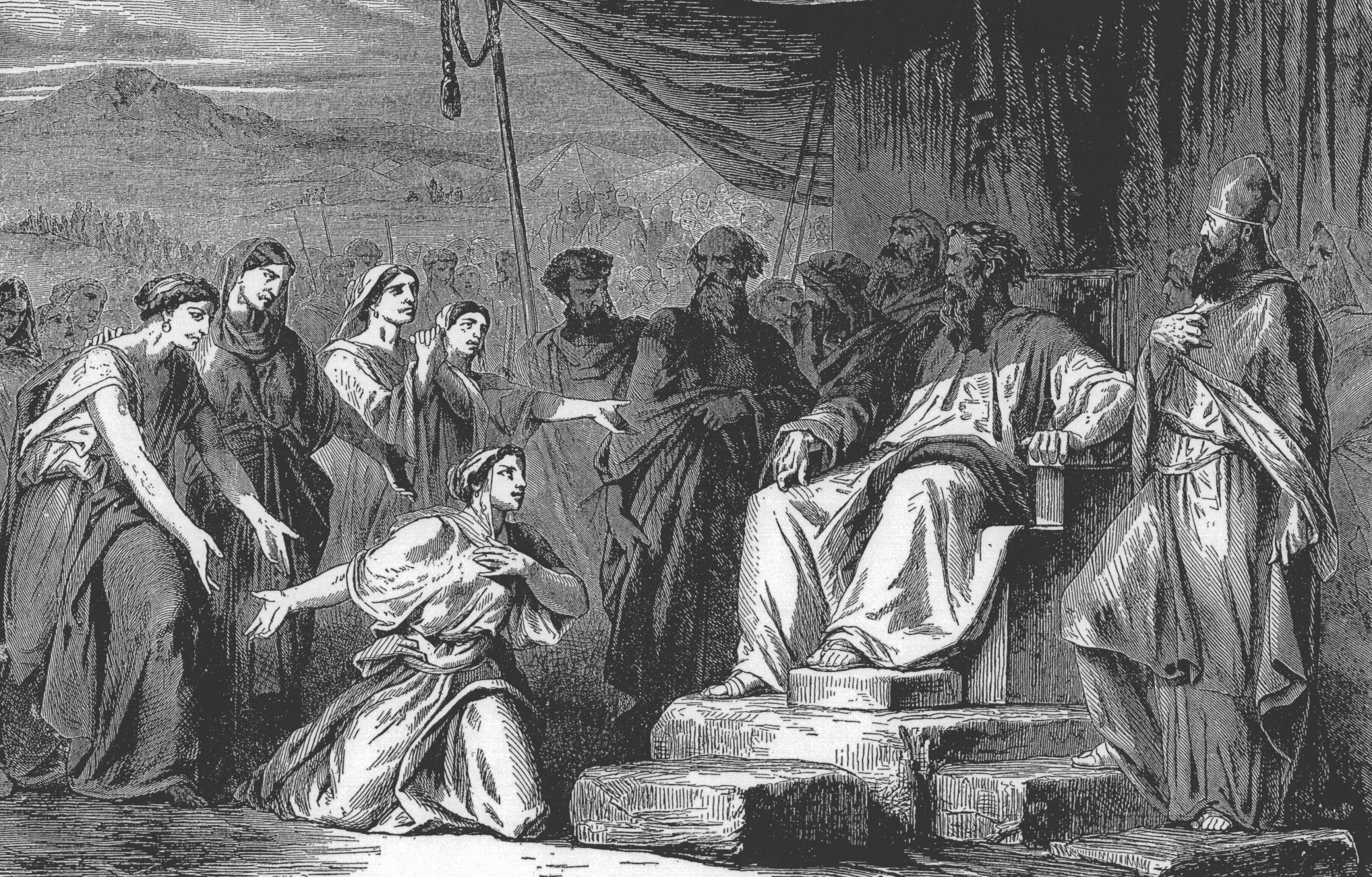
Les filles de Tselof'had plaidant leur cause devant Moïse

L’épisode des filles de Tselof'had (בְּנוֹת צְלָפְחָד), apparaissant dans le 27e chapitre du Livre des Nombres, a trait à une question d’héritage et se conclut par l’autorisation d’hériter pour des filles dont le père n’a pas laissé de descendance mâle. 
Le nom des cinq personnages filles est : Ma'hla, No'a, ’Hogla, Milka et Tirtsa. 
Leur père, Tselof'had, étant mort sans laisser de fils mais seulement des filles, elles demandèrent à Moïse de leur octroyer malgré tout une part dans la Terre d'Israël, donnée par Dieu au peuple juif. Moïse se tourne vers Dieu qui lui dit : « Les filles de Tselof'had ont raison. Tu dois leur accorder un droit d'hérédité parmi les frères de leur père, et leur transmettre l'héritage de leur père. » (Livre des Nombres, chapitre 27 verset 7). 
Cet épisode justifie les lois juives de l'héritage selon lesquelles, entre autres, les filles d'un homme qui n'a laissé qu'elles comme enfants sont les héritières de cet homme. Toutefois, dans ce cas, elles doivent épouser des hommes de leur tribu (leurs cousins) (Livre des Nombres, 36e chapitre).